# Augsburg-Bergheim
Bergheim ist der südwestlichste Stadtteil von Augsburg mit etwa 2600 Einwohnern und einer Fläche von rund 22,08 km².

## Ortsteile
- Weiler Bannacker mit dem Gut Bannacker (im Südwesten an der Gemeindegrenze zu Bobingen)
- Bergheim (Hauptort)
- Neubergheim (nordöstlich des Hauptortes)
- Radegundis (im Nordwesten an der Gemeindegrenze zu Stadtbergen)
- Wellenburg (Ort und Schloss, zwischen Hauptort und Radegundis)

## Gewässer
Der Diebelbach, ein Grundwassergraben mit geringem Gefälle meist nur geringer Wasserführung, durchfließt die Gemarkung Bergheim von Gut Bannacker im Südwesten bis zur Brandsiedlung im Nordosten und mündet dort in die Wertach. Zwischen den Ortsteilen Bergheim und Neubergheim befindet sich der Bergheimer Baggersee.

## Angrenzende Gebiete
Im Osten wird die Gemarkung Bergheim von der Wertach und den Augsburger Ortsteilen Inningen und Göggingen begrenzt. Im Norden schließt sich das Gemeindegebiet von Stadtbergen (Ortsteil Leitershofen) an. Die südliche Grenze bildet das Gebiet der Stadt Bobingen, während im Westen der Naturpark westliche Wälder anschließt.

## Geschichte

### Frühgeschichte
Die Besiedlung der Gegend um Bergheim reicht vermutlich fast 3000 Jahre zurück, wie Hügelgräber aus der Hallstattzeit zwischen Radegundis und Bannacker belegen. Besonders bekannt ist das sogenannte Wagengrab bei Wellenburg, aus dem Tongefäße, Goldblech und Teile eines Wagens geborgen wurden. Im Kirchhof von St. Remigius wurden 1818 Überreste eines Grabmonuments des Römers Marcus Buccinius Tacitus entdeckt. Auch Münzfunde mit Darstellungen des römischen Kaisers Augustus weisen auf eine römische Präsenz hin. Die Siedlung Bergheim entstand vermutlich im 8. oder 9. Jahrhundert n. Chr. in der  Waldrodung einer früheren Römerstätte. Es wird angenommen, dass Bischof Embriko einen Vorgängerbau der heutigen Kirche St. Remigius um 1069 in der Siedlung errichten ließ. 

### Mittelalter

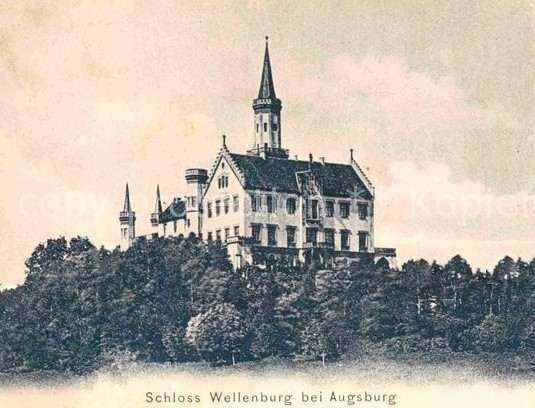
Das Schloss Wellenburg (um 1890)

„Berchain“ wurde erstmals 1172 in einer Urkunde des Klosters St. Stephan erwähnt.  In dieser Zeit tauchten für den Ort auch die Namen „Perckhaim“, „Berham“ und „Berckha“ auf. Ebenfalls in diese Epoche fällt die Entstehung von Wellenburg, während die Grundherrschaft Bannacker ihren Ursprung im Jahr 1249 hat. Anfang des 14. Jahrhunderts wurde Bergheim Teil der Markgrafschaft Burgau und 1376 fand der Ort Radegundis erstmals Erwähnung. Der Name geht auf die Magd Radegund zurück, die dort nach ihrem Tod bestattet wurde.
1458 bestand Bergheim aus 17 Hofstätten. Vier Jahre später ließ Herzog Ludwig von Bayern den Ort niederbrennen. 1463 wurde das Schloss in Wellenburg erstmals urkundlich erwähnt. Im Jahr 1595 erwarben die Fugger die Herrschaft Wellenburg und wurden damit auch Grundherren von Bergheim.

### Neuzeit
Während des Dreißigjährigen Krieges, insbesondere in den Jahren 1635 bis 1640, wurden der Ort und die Kirche von durchziehenden schwedischen Truppen verwüstet. Im Jahr 1690 entstand der heutige barocke Kirchenbau und 1773 folgte der Neubau des Pfarrhofs.
Zu Beginn des 19. Jahrhunderts ereignete sich in Bergheim eine verheerende Brandkatastrophe, bei der mehr als 16 Häuser zerstört wurden. Mit dem Ende des Heiligen Römischen Reichs Deutscher Nation wurde Bergheim 1806 Teil des Königreichs Bayern und zählte knapp 400 Einwohner. 1819 wurde das erste Schulhaus errichtet und 1875 folgte die Gründung der Freiwilligen Feuerwehr. Im Jahr 1881 ließ sich das Franziskanerinnenkloster Maria Stern in Bergheim nieder. Bereits ein Jahr später war die Einwohnerzahl – einschließlich Wellenburg, Radegundis und Bannacker – auf über 460 angewachsen.
1906 entstand ein neues Schulhaus (seit 1971 Kindergarten). 1912 erreichte der Ort eine Einwohnerzahl von 500 und wurde in diesem Jahr erstmals mit Strom versorgt. Die zentrale Trinkwasserversorgung folgte 1961 und ein Jahr später entstand der Ortsteil Neubergheim. Gleichzeitig wuchs der Hauptort durch die Entwicklung zweier Wohnbaugebiete nördlich der Dorfmitte und eines Gewerbegebietes im Osten. Zwischen 1963 und 1965 wurde eine Kanalisation gebaut und 1966 erfolgte im Anschluss daran der Ausbau der Hauptstraße, die damit staubfrei gemacht wurde. Der Abbau des hierfür benötigten Kieses auf Gemeindeflur führte zur Entstehung des Bergheimer Baggersees.

Wappen von Bergheim (1967 bis 1972)

Bis zur Gemeindegebietsreform 1972 war Bergheim eine eigenständige Landgemeinde. Per Eilgesetz wurde der Ort am 30. Juni 1972 trotz großer Widerstände in der Bevölkerung nach Inningen eingemeindet. Bereits am folgenden Tag kam Inningen zusammen mit Göggingen und Haunstetten zur Stadt Augsburg. Mit der Eingemeindung wurde auch das erst 1967 verliehene Wappen der Gemeinde wieder eingezogen. Es nahm Bezug auf die drei Berge im Gemeindegebiet (Maierberg, Simbertsberg und Langenberg) und erinnerte mit den gekreuzten Morgensternen an die Herren von Bannacker und mit den Farben Gold und Blau an die Herrschaft der Fugger.
In den 1980er-Jahren entstanden am südlichen und nordöstlichen Rand von Bergheim neue Wohngebiete. Gleichzeitig wurde eine Flurbereinigung durchgeführt und eine Mehrzweckhalle errichtet. Gegen Ende des Jahrzehnts bezogen die Klosterschwestern ihr neues Klostergebäude. Um die Jahrtausendwende wurde am Westlichen Dorfrand ein weiteres Baugebiet ausgewiesen, wodurch der Ort weiter wuchs.
Im Zuge der Stadtteilentwicklung fand im November 2015 eine Informationsveranstaltung unter Bürgerbeteiligung statt. Drei Monate später wurde außerdem eine sogenannte Bürgerwerkstatt organisiert, bei der 84 Teilnehmer gemeinsam mit Vertretern der Stadt Augsburg und Mitarbeitern eines Planungsbüros über die Zukunft des Ortes diskutierten. Ziel der Ortsentwicklung sind die Neugestaltung des Dorfkerns im Bereich der Hauptstraße und die Bewertung verschiedener Flächen zum Bau neuer Wohngebiete.

## Kultur und Sehenswürdigkeiten

### Pfarrkirche St. Remigius

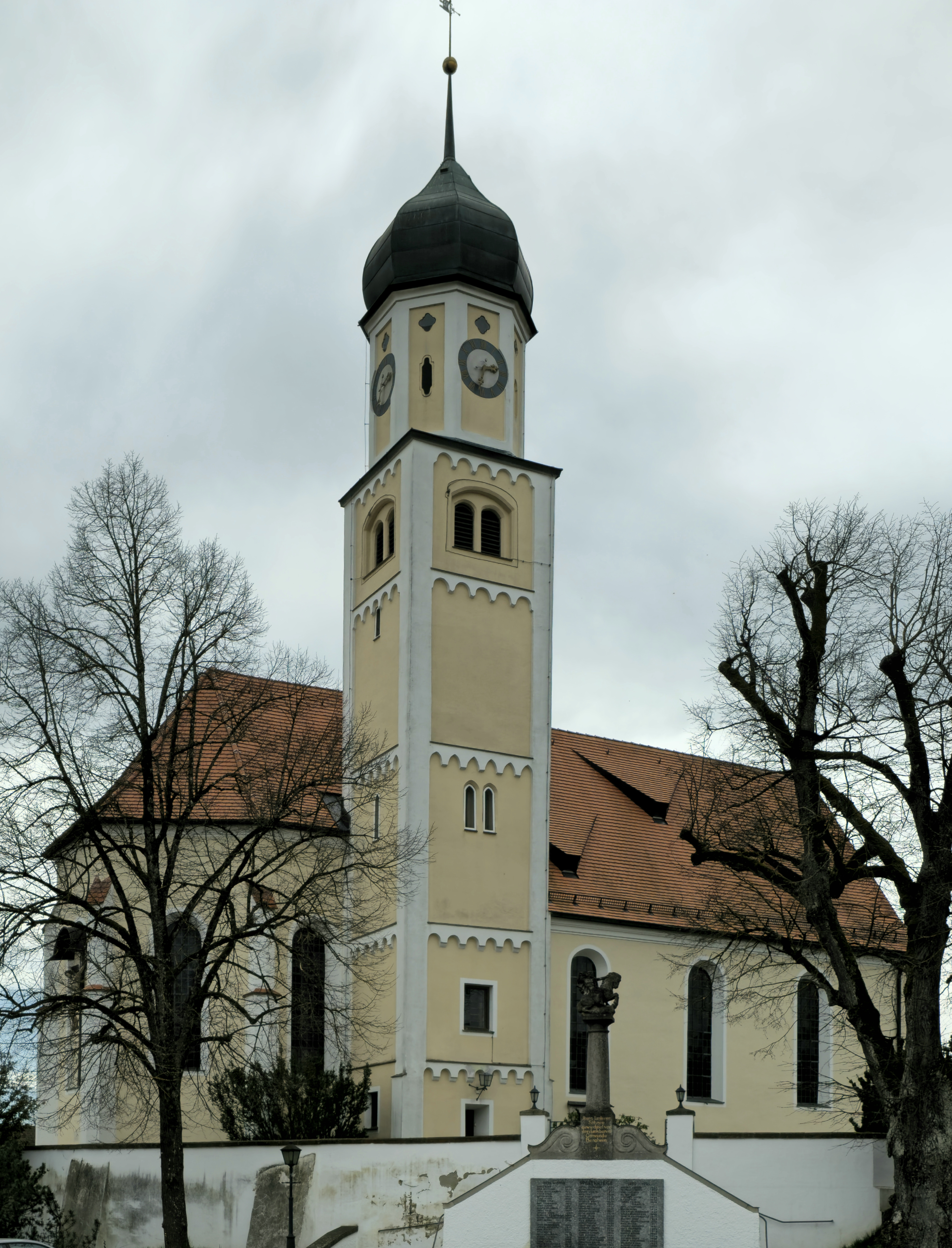
Pfarrkirche St. Remigius

Die katholische Pfarrkirche St. Remigius ist dem heiligen Remigius geweiht und ein bedeutendes Baudenkmal von Bergheim. Der Saalbau mit Zwiebelhaube vereint Bauelemente aus verschiedenen Jahrhunderten. Die heutige barocke Gestaltung entstand zwischen 1690 und 1693 durch die beiden Stifter Äbtissin Margarethe Theresia von Bodman und Graf Anton Josef Fugger unter der Leitung von Valerian Brenner, ergänzt durch klassizistische Fresken von Johann Josef Anton Huber im späten 18. Jahrhundert.
Zu den bedeutenden Kunstwerken gehören ein Altar von Johann Georg Bergmüller aus dem Jahr 1828 und eine Steinmeyer-Orgel von 1874. 1818 wurden im Kirchhof Reste eines römischen Grabmals entdeckt, was auf die lange Geschichte des Ortes hinweist. Die Kirchenglocken mussten in beiden Weltkriegen abgeliefert werden und wurden zuletzt 1951 ersetzt. St. Remigius ist ein kultureller und religiöser Mittelpunkt von Bergheim.

### Pfarrhaus

Pfarrhaus

Das Pfarrhaus wurde 1773 unter der Leitung von Johann Martin Pentenrieder erbaut und gilt als Beispiel barocker Baukunst. Der zweigeschossige Walmdachbau mit volutengerahmtem Zwerchgiebel ist als Baudenkmal in die Bayerische Denkmalliste eingetragen.
1982 sollte das Gebäude aufgrund seines schlechten Zustands zunächst verkauft werden, doch durch die Initiative der Kirchengemeinde konnte es umfassend saniert werden. Die Fassade erhielt dabei eine Scheinmalerei mit Eckrustika und Fensterfaschen. 1985 wurde das Pfarrhaus nach den Sanierungsarbeiten feierlich eingeweiht und blieb als prägender Teil des Bergheimer Ortsbildes erhalten.

### Schloss Wellenburg

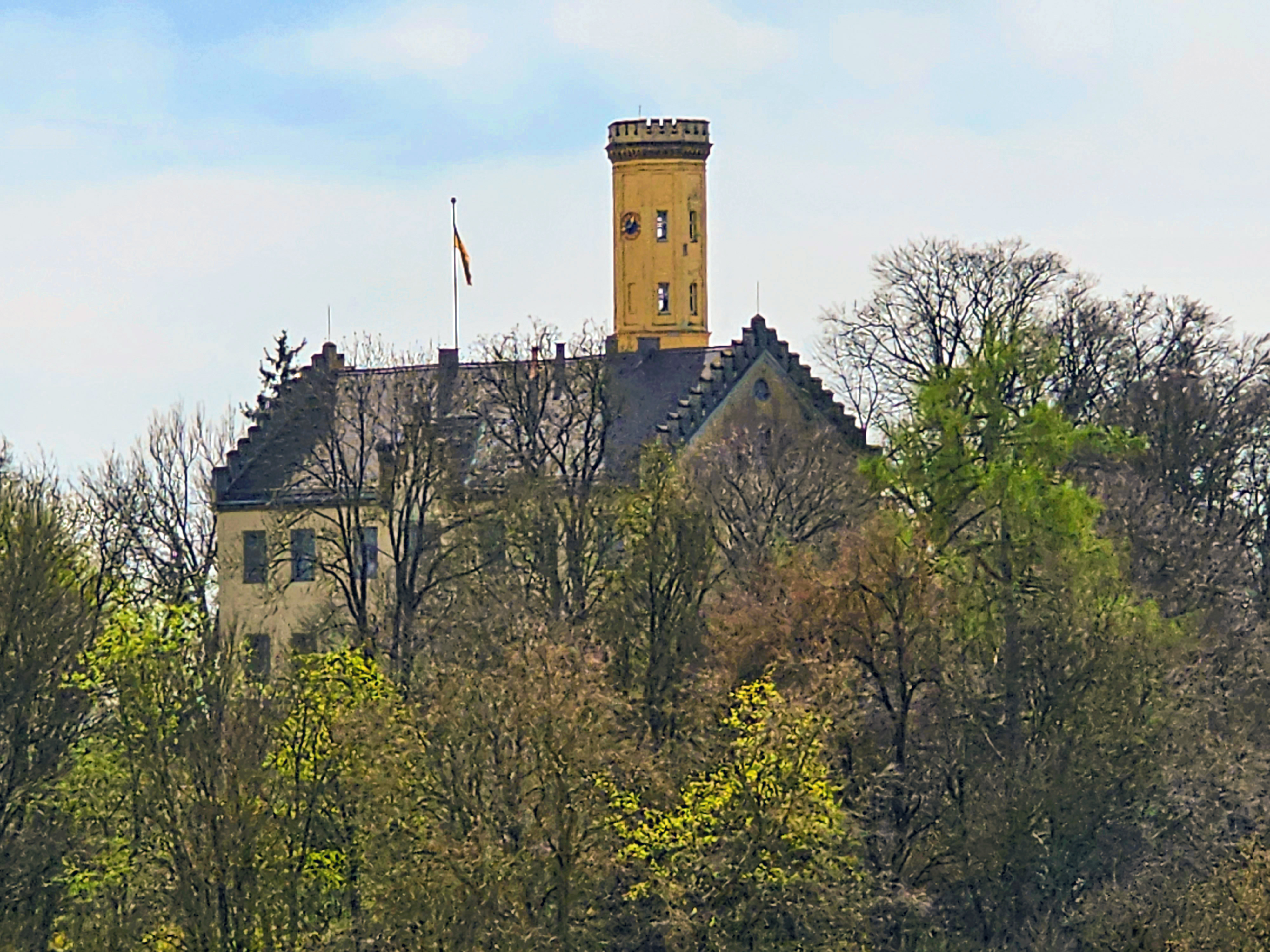
Blick auf das Schloss

Das Schloss Wellenburg liegt auf einem bewaldeten Geländesporn über dem Tal der Wertach im Weiler Wellenburg nördlich von Bergheim. Die Anlage wurde im 12. Jahrhundert erstmals urkundlich erwähnt und entwickelte sich über Jahrhunderte durch Umbauten und Erweiterungen. 1595 ging das Schloss in den Besitz der Fugger über, die es bis heute bewohnen. Besonders prägend war der neugotische Umbau in den Jahren 1857/1858, bei dem der Hauptflügel umgestaltet, der Osttrakt neu errichtet und der Treppenturm erhöht wurde.

### Gut Bannacker

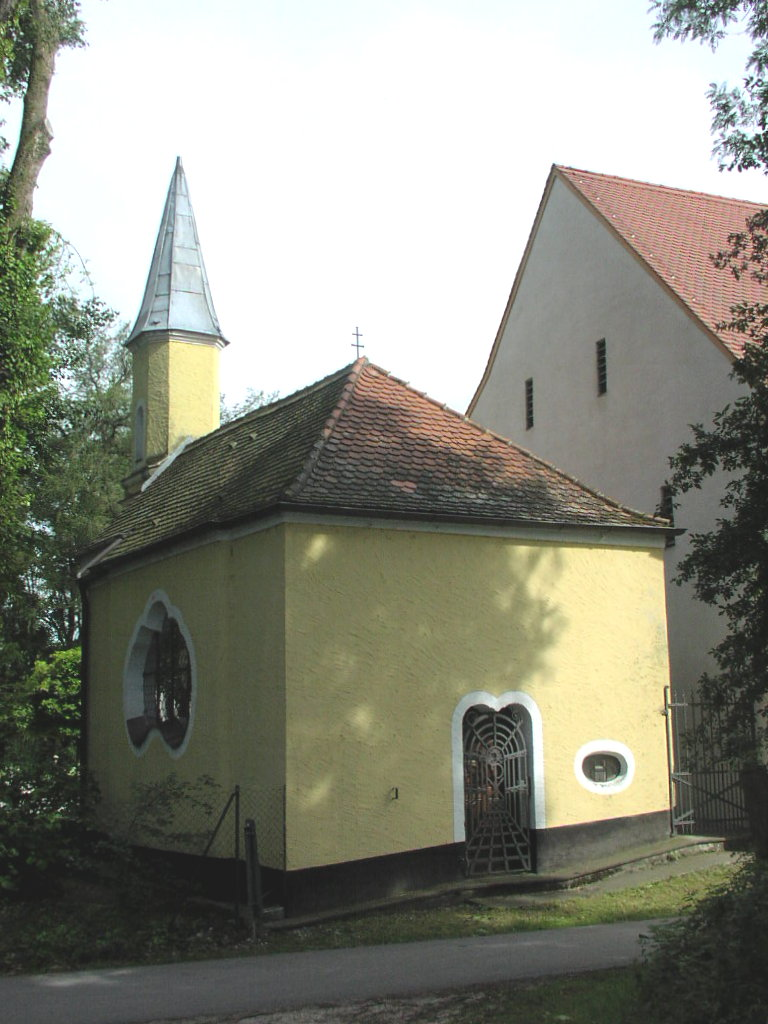
St.-Leonhard-Kapelle

An der südwestlichen Ecke der Gemarkung Bergheim liegt das Gut Bannacker. Das Mitte des 13. Jahrhunderts entstandene (und mehrfach baulich veränderte) Gut befindet sich heute in Privatbesitz. Neben dem Gutshof gibt es eine Kapelle aus dem Jahre 1748, die dem heiligen Leonhard geweiht ist. Jedes Jahr findet ein Leonhardiritt vom Hauptort zum Gut Bannacker mit heiliger Messe und Pferdeweihe statt. Das seit ca. 300 Jahren bestehende Wirtshaus wurde vor einigen Jahren geschlossen.

### Baumdenkmal
Das Baumdenkmal für die Deutsche Einheit im Bürgerwald wurde am 17. November 2014 gepflanzt.

### Weitere Bauten

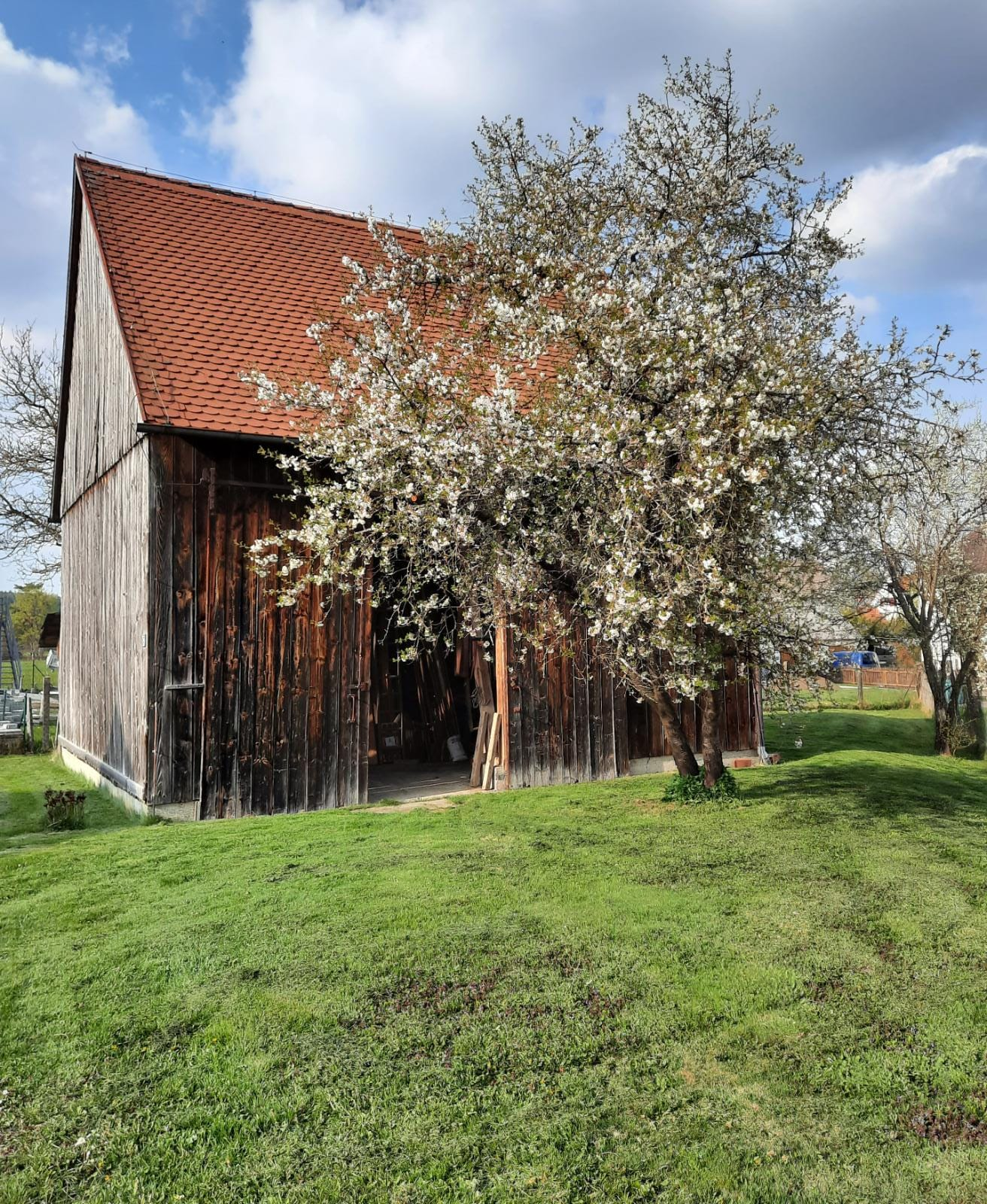
Stadl mit Weichselbaum

Die Abschnittsbefestigung Spitalwald ist ein Bodendenkmal.
Im Süden des Dorfes befindet sich an einem Stadl ein Weichselbaum unter dem traditionell jedes Hochzeitspaar den ersten Kuss nach der Kirche vollzieht.

Schwesternheim

Im Jahr 1881 erwarb das Kloster der Franziskanerinnen von Maria Stern ein Haus in Bergheim, das als Erholungsort für kranke Schwestern dienen sollte. 1890 wurde an das Gebäude eine kleine Kapelle angebaut. Nach 1904 konnte das Klostergrundstück erweitert werden, was den Bau eines zusätzlichen Hauses ermöglichte. Nach der Zerstörung des Mutterhauses in Augsburg im Bombenkrieg von 1944, fanden die Schwestern im Bergheimer Kloster Zuflucht. In den Jahren 1985 bis 1987 wurde die Anlage umfassend umgebaut und erweitert, um modernen Anforderungen gerecht zu werden. Weitere Baumaßnahmen folgten 2019/2020. Seither dient die Einrichtung als Schwesternheim mit Pflegeabteilung und bietet Platz für rund 40 Bewohnerinnen.
Die Mariengrotte der Familie Schorer wurde 1887 errichtet, nachdem Veronika Schorer ein Jahr zuvor an Kindbettfieber erkrankt war und eine Marienerscheinung hatte. In ihrer Vision versprach sie, eine Grotte zu Ehren der Muttergottes zu bauen, falls sie wieder gesund würde und für ihre Kinder sorgen könnte. Nach ihrer Genesung setzte sie dieses Versprechen um. Im Jahr 1950 wurde die Grotte in den hinteren Teil des Grundstücks verlegt. Sie dient bis heute als Ort der stillen Einkehr sowie als Anlaufstelle für Bitten und Dank.

## Wirtschaft und Infrastruktur

### Gewerbe und Gastronomie
In Bergheim befinden sich die Gaststätten „Jägerhaus“, das Sportheim des SV Bergheim – die „Waldgaststätte“, das „O Sole Mio“ in Radegundis und die „Schlossgaststätte“ in Wellenburg. Im Gewerbegebiet haben sich einige kleine Unternehmen, wie ein Baustoffhandel oder ein Hausmeister-Service niedergelassen. Im Ortskern findet man einen Friseur, einen Supermarkt, eine Bäckerei, eine Metzgerei (kleiner Hofladen) und ein Kosmetikstudio sowie eine Tierarzt-, eine Hausarzt- und eine Zahnarztpraxis.

### Öffentliche Einrichtungen
Bergheim verfügt über einen kirchlichen Kindergarten (gegenüber der Kirche St. Remigius) und ein Sportheim mit Tennis- und Fußballplätzen und Gaststätte am nordwestlichen Ortsrand. Die zugehörige Mehrzweckhalle ist nach dem Stifter des Geländes Franz Xaver Mößmann (1714–1807) benannt und wird hauptsächlich vom SV Bergheim sowie für verschiedene Veranstaltungen genutzt. Sie entstand 1983 bis 1985 nach Plänen des Architekturbüros Kirchner + Kuhn. Im Ortsteil Wellenburg ist seit März 2014 eine Natur- und Waldkindertagesstätte ansässig, die Platz für bis zu 48 Kinder bietet. Ende Januar 2012 war der Spatenstich des neuen Feuerwehrhauses der Freiwilligen Feuerwehr Bergheim im Gewerbegebiet. Die Feuerwehr zog 2014 in das Gebäude ein.

### Verkehr
Bergheim ist durch ein Netz von Ortverbindungsstraßen gut mit den umliegenden Weilern und Siedlungen verknüpft. Straßen verbinden den Hauptort mit Bannacker, Wellenburg sowie der Siedlung Neubergheim. Von Wellenburg über Radegundis besteht im Norden eine Verbindung weiter nach Leitershofen, während es im Osten Straßen von Bergheim nach Inningen und von Neubergheim nach Göggingen gibt. Eine Besonderheit ist die Wellenburger Allee, die von Wellenburg nach Göggingen führt und einen alten Baumbestand aufweist. Nach Süden und Westen hingegen gibt es keine Straßenverbindungen.
Der öffentliche Nahverkehr wird durch die Stadtbuslinie 38 und ein Anruf-Sammel-Taxi (AST) gewährleistet. Die Linie 38 verbindet Bergheim und Neubergheim mit Göggingen, wo Anschluss an die Straßenbahnlinie 1 besteht. Die Weiler Radegundis und Wellenburg sind ausschließlich über das AST erreichbar. Ergänzt wird das Angebot durch die Nachtbuslinie 90, die jeweils nachts von Donnerstag bis Samstag von Göggingen über Neubergheim und Bergheim bis nach Inningen führt.

## Freizeit und Naherholung

Der Anhauser Weiher westlich von Wellenburg liegt auf Bergheimer Flur.

Bergheim bietet durch seine naturnahe Lage vielfältige Möglichkeiten zur Freizeitgestaltung und Naherholung. Der Ort liegt am Rande des Naturparks Westliche Wälder, der mit seinen ausgedehnten Waldflächen sowie zahlreichen Rad- und Wanderwegen ideale Bedingungen für Erholungssuchende schafft. Im Osten von Bergheim verläuft die Wertach, wo Auwaldflächen und weitere Rad- und Wanderwege eine naturnahe Umgebung bieten.
Die ländliche Umgebung rund um Bergheim ist geprägt von Feldern, Grünflächen, Streuobstwiesen, Biotopen und Feldgehölzen, die nicht nur die Landschaft bereichern, sondern auch Lebensraum für zahlreiche Tier- und Pflanzenarten schaffen. Durch die Flurbereinigung in den 1980er Jahren entstand um Bergheim herum zudem ein weitläufiges Netz an gut ausgebauten Wirtschaftswegen, die sich für Spaziergänge und Radtouren eignen. Darüber hinaus gibt es eine Badestelle am Bergheimer Baggersee, der sich zwischen dem Hauptort und der Siedlung Neubergheim befindet. Für sportliche Aktivitäten stehen die Tennisplätze und Fußballfelder des SV Bergheim zur Verfügung. Eine weitere Freizeiteinrichtung ist die Minigolfanlage in Wellenburg.

## Religionsgemeinschaften
Das religiöse Leben des Ortes wird durch zwei Religionsgemeinschaften wesentlich gestaltet. Zum einen besteht die katholische Pfarrgemeinde St. Remigius. Sie ist seit 1999 Teil der Pfarrgemeinschaft Göggingen-Bergheim, zu der auch die Pfarrgemeinde Zum Heiligsten Erlöser in Göggingen gehört. Die Pfarrgemeinde in Bergheim umfasst rund 1300 Mitglieder (Stand 2021), die sich in der Kirche St. Remigius im Ortskern von Bergheim zum Gottesdienst versammeln.
Zum anderen gibt es eine evangelische Kirchengemeinde, die erst nach dem Zweiten Weltkrieg entstand, als unter anderem Vertriebene aus Schlesien und Ostpreußen nach Bergheim kamen. Mit der Erschließung neuer Baugebiete und der Eingemeindung Bergheims zu Augsburg wuchs die Gemeinde weiter an und zählt heute etwa 350 Mitglieder (Stand 2022). Ihre Gemeindekirche ist die Dreifaltigkeitskirche, die 1912 im benachbarten Augsburger Stadtteil Göggingen errichtet wurde.

## Vereine

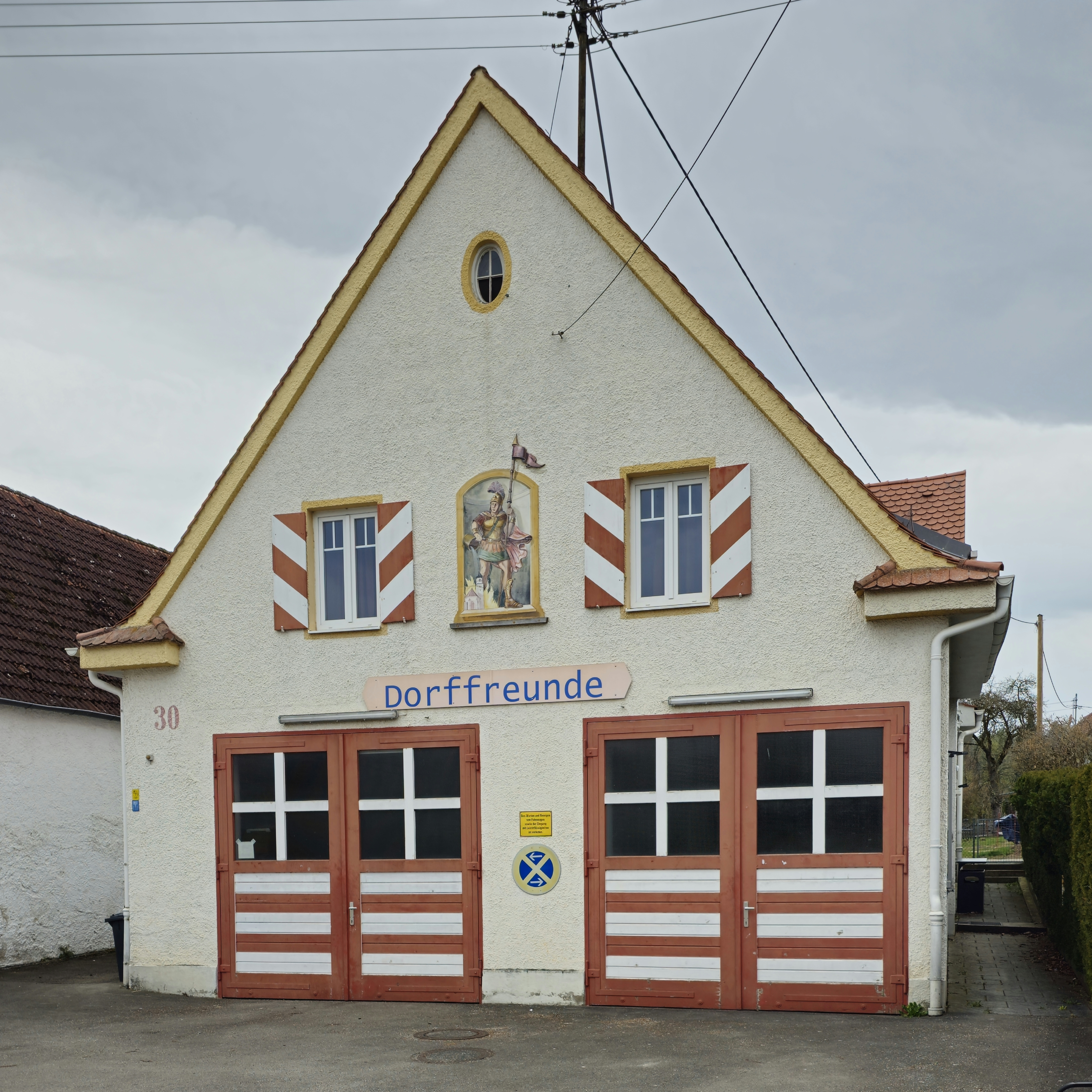
Das Dorffreundehaus besteht seit 2015 im alten Feuerwehrhaus.

In Bergheim prägt ein aktives Vereinsleben die Gemeinschaft und bietet den Bewohnern vielfältige Möglichkeiten, sich zu engagieren. Zu den ältesten Vereinen gehört die Freiwillige Feuerwehr, die bereits 1875 gegründet wurde und mit der Eingemeindung zur Augsburger Feuerwehr kam. Die Soldatenkameradschaft Bergheim folgte 1892 und der Obst- und Gartenbauverein wurde 1896 ins Leben gerufen. Der SV Bergheim, 1906 als Unterhaltungsverein Frohsinn gegründet und 1946 umbenannt, widmet sich sportlichen Aktivitäten.
Der musikalische Schwerpunkt des Dorflebens wurde von 1960 bis 2024 durch den Musikverein Bergheim gestaltet. 1980 wurde der Katholische Frauenbund Zweigverein Augsburg-Bergheim St. Remigius gegründet, der sich sozialen und kirchlichen Themen widmet. Im Jahr 1993 entstand die Umweltinitiative Bergheim, die sich für den Schutz und die Erhaltung der Natur um Bergheim einsetzt. Zu den jüngeren Vereinen zählen auch die Dorffreunde Bergheim, die 2012 gegründet wurden und sich der Pflege der Dorfgemeinschaft widmen. Seit 2015 hat der Verein seinen Sitz im alten Feuerwehrhaus.

## Persönlichkeiten

### Söhne und Töchter des Ortes
- Franz Xaver Mößmann (* 3. August 1714; † 6. September 1807), Gründer der Mößmann-Stiftung und Namensgeber der Mößmann Sportanlage und Mößmann Sporthalle
- Anton Förg (* 24. Dezember 1934; † 16. Januar 2015), Bergheimer Landwirt und Mitglied des Bayerischen Senats
- Peter Althammer (* 18. Februar 1959), Reporter und Redakteur beim Bayerischen Rundfunk
- Gregory Pitl (* 18. September 1982), Schachspieler
- Andreas Bourani (* 2. November 1983), Musiker und Singer-Songwriter